# خلوت‌گزیده
خلوت‌گزیده، نام آلبومی است با صدای محمدرضا شجریان و با همکاری گروه اساتید که در دستگاه شور اجرا شد.

## شرح

### هنرمندان
- خواننده: محمدرضا شجریان
- نقاشی از: مرتضی جهانبخش
- شعر از حافظ و عارف قزوینی

#### گروه استادان
- کمانچه:علی اصغر بهاری
- تار : جلیل شهناز
- سنتور: فرامرز پایور (سرپرست گروه و همنواز آواز)
- نی: محمد موسوی
- تمبک: محمد اسماعیلی

#### فهرست
در دستگاه شور که در سال ۱۳۵۹ اجرا شد.
- تصنیف مزرع سبزفلک 
  - آهنگ: فرامرز پایور
  - غزل: حافظ
- چهار مضراب
- آواز همراه سنتور و نی
- تصنیف ای امان کلام و آهنگ از عارف قزوینی

## ترانه

### خلوت‌گزیده
آواز شور، شعر از حافظ

(درآمد)

خلوت گزیده را به تماشا چه حاجت است

چون کوی دوست هست به صحرا چه حاجت است

(تحریر عاشق‌کش)

(سلمک)

جانی

جانی به حاجتی که تو را هست با خدا

آخر دمی بپرس که ما را چه حاجت است

(تحریر شهناز)

(قرچه)

ارباب حاجتیم و زبان سؤال نیست

در حضرت کریم تمنا چه حاجت است

(رضوی)

محتاج قصه نیست گرت قصد خون ماست

چون رخت از آن تو است به یغما چه حاجت است

(حسینی)

جام جهان نماست، ضمیر منیر دوست

اظهار احتیاج خود آنجا چه حاجت است

(بزرگ)

ای مدعی برو که مرا با تو کار نیست

احباب حاضرند به اعدا چه حاجت است

(سلمک فرود)

آن شد که بار منت ملاح بردمی

گوهر چو دست داد

گوهر چو دست داد به دریا چه حاجت است

## منبع
- تارنمای محمدرضا شجریان
- پایگاه مجازی تخصصی لطیفهٔ نهانی، برگرفته از کتاب هزار گلخانه آواز، نوشتهٔ حمید جواهریان.